# Graphogaster rostrata
Graphogaster rostrata là một loài ruồi trong họ Tachinidae.